# 栃木県道37号栃木粟野線

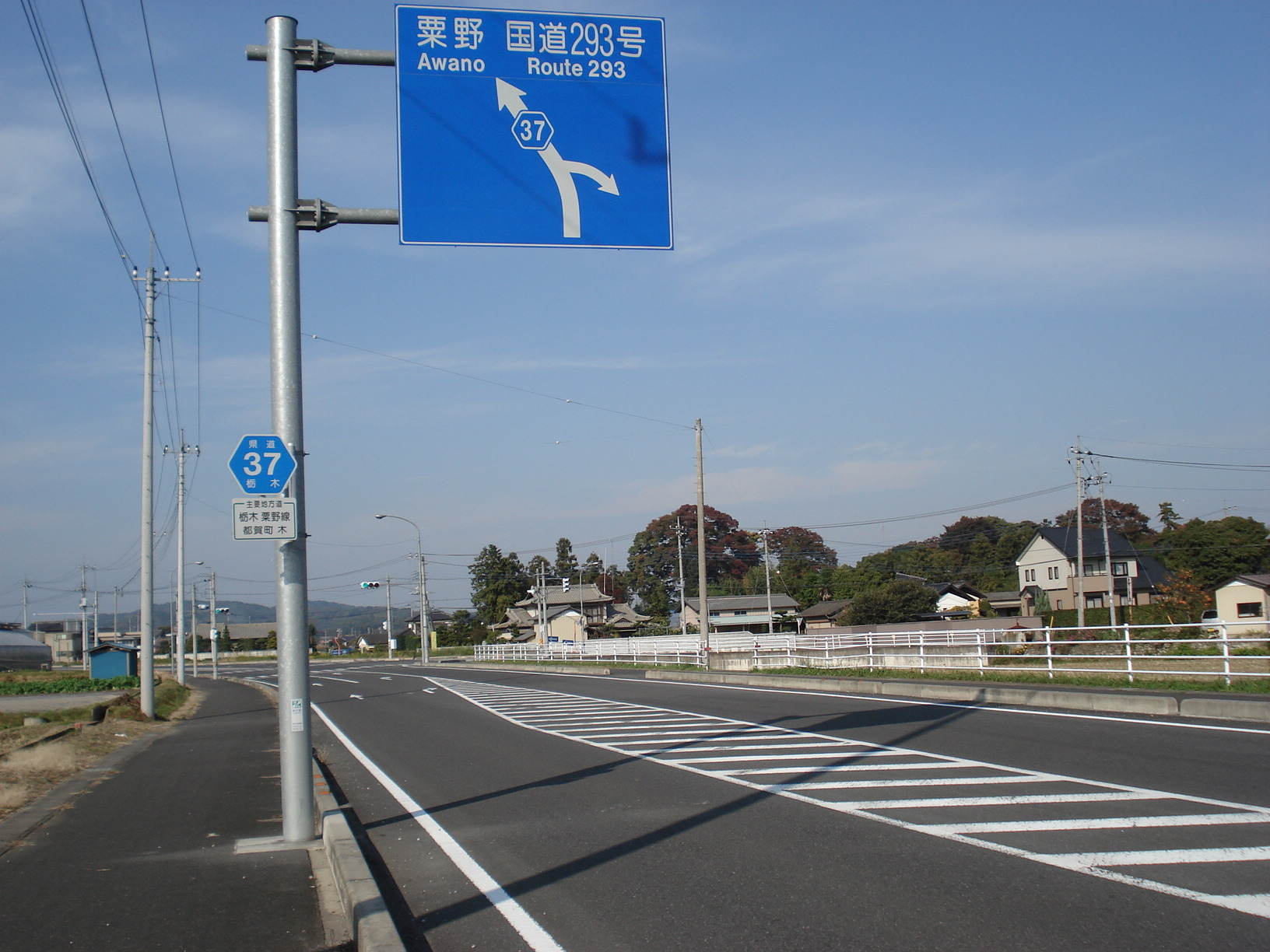
栃木市都賀町木付近（バイパス部）

栃木県道37号栃木粟野線（とちぎけんどう37ごう とちぎあわのせん）は、栃木県栃木市から鹿沼市に至る県道（主要地方道）である。

## 概要
栃木市街地から北上し栃木市都賀地域の赤津地区、栃木市西方町真名子を経由して鹿沼市に入り、清洲地区で栃木県道15号鹿沼足尾線に合流する道路。終点から栃木県道15号鹿沼足尾線を更に西に進むと、程なく粟野地区中心部の口粟野に至る。
起点の栃木市内では、旧道は大町交差点から粟野街道入り口交差点まで栃木県道309号栃木環状線と重複しているほか、バイパスが直接本線および栃木県道309号栃木環状線と接続されている訳ではないが、本線の西側を平行する形で建設され、栃木市都賀町木地内にて合流とする。

### 路線データ
- 総延長：16.363 km（旧道・新道区間を除く）
- 実延長：16.349 km（旧道・新道区間を除く）
- 起点：栃木県栃木市大町（大町 (だいちょう) 交差点 = 栃木県道3号宇都宮亀和田栃木線・栃木県道309号栃木環状線交点）
- 終点：栃木県鹿沼市久野（久野交差点 = 栃木県道15号鹿沼足尾線交点）
- 認定：1961年（昭和36年）4月1日

## 歴史
- 1993年（平成5年）5月11日 - 建設省から、県道栃木粟野線が栃木粟野線として主要地方道に指定される[1]。

## 路線状況

### 別名
- 粟野街道

### 重複区間
- 栃木県道309号栃木環状線（栃木市大町交差点 - 粟野街道入口交差点）

## 地理

### 通過する自治体
- 栃木市
- 鹿沼市

### 交差する道路
- 栃木県道3号宇都宮亀和田栃木線・栃木県道309号栃木環状線（栃木市大町交差点・起点）
- 栃木県道309号栃木環状線（栃木市粟野街道入口交差点）
- 栃木県道177号上久我栃木線（栃木市川原田町）
- 栃木県道37号栃木粟野線 現道・支線（栃木市都賀町木）
- 栃木県道288号大橋家中線（栃木市都賀町大橋・大橋交差点）
- 国道293号（栃木市都賀町大柿・大柿十文字交差点）
- 栃木県道307号深程楡木線（鹿沼市深程・深程交差点）
- 栃木県道15号鹿沼足尾線（鹿沼市久野交差点・終点）

## ギャラリー

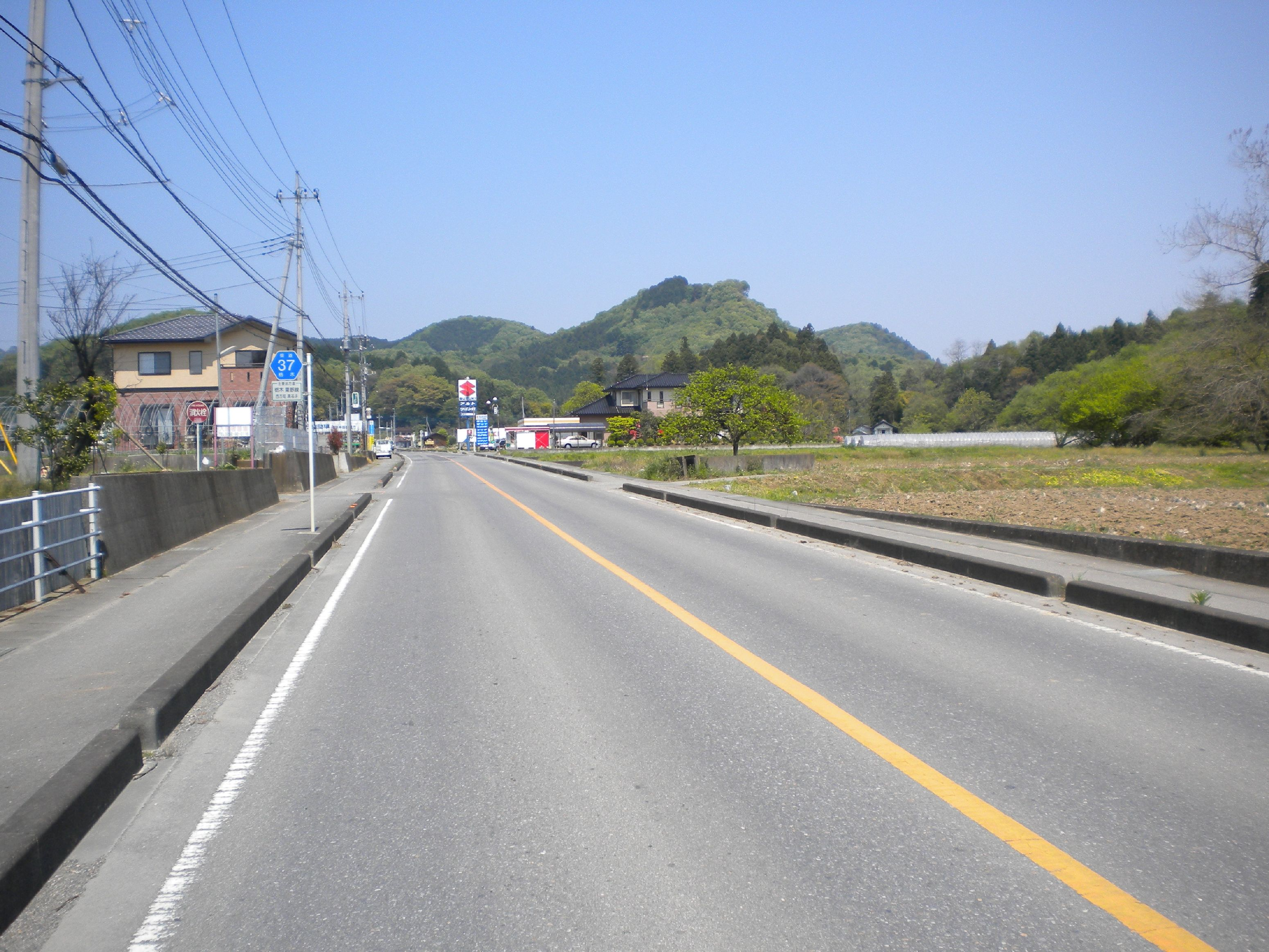
栃木市西方町真名子付近
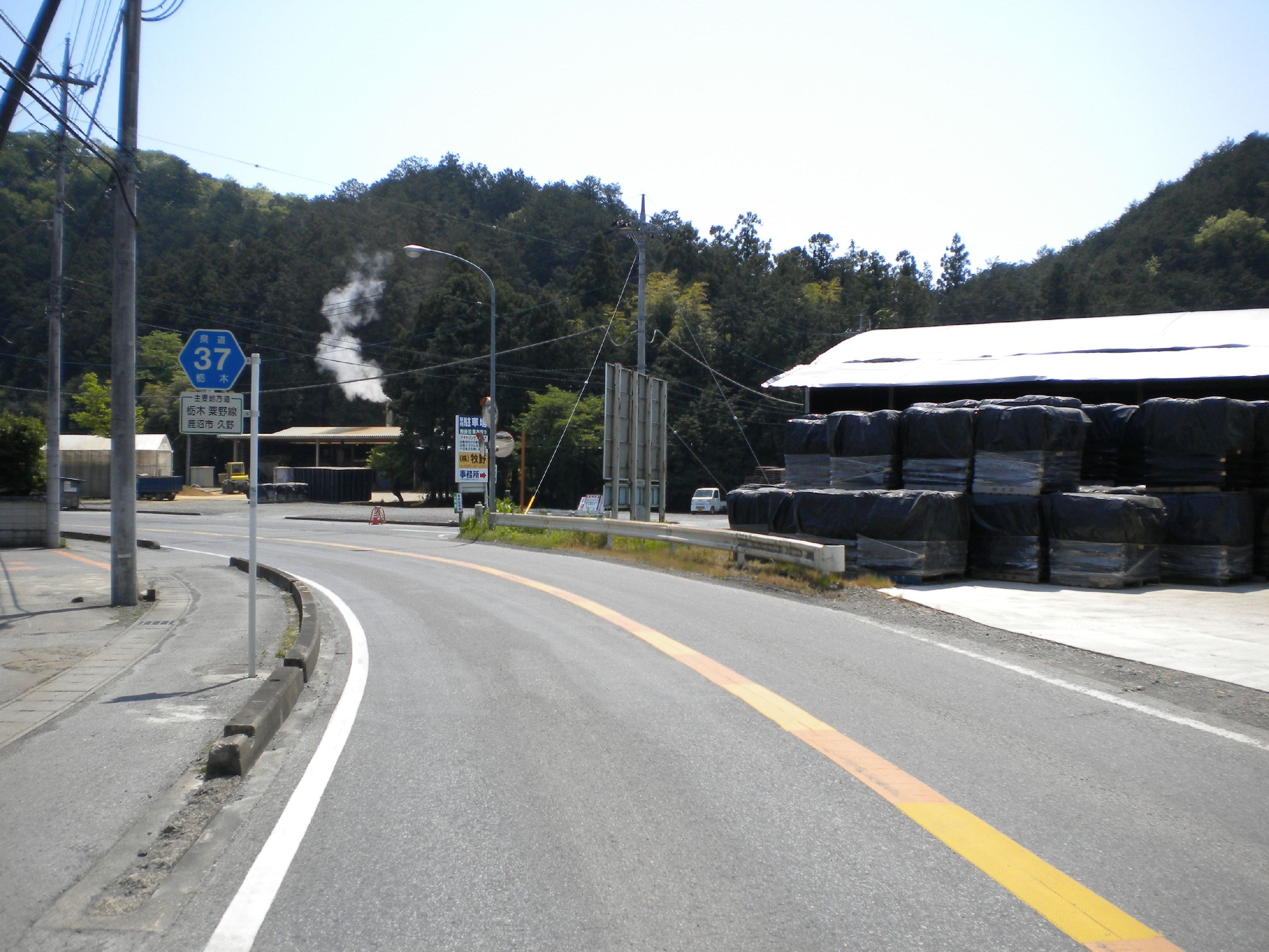
鹿沼市久野付近